# La Vierge du chancelier Rolin (groupe)
Pour le tableau éponyme, voir La Vierge du chancelier Rolin.
La Vierge du chancelier Rolin, aussi connu sous le sigle LVDCR, est un groupe de new wave belge, originaire de Namur, en Wallonie. Il est formé en 1990 et dissous en 1996. Leur style musical fait usage du violon et de la guitare classique. De plus, chaque membre est également chanteur et les paroles (en anglais, en français ou en allemand) n'étaient pas systématiquement sous forme de vers.

## Biographie
Formé en 1990, LVDCR tire son nom de la peinture homonyme de Jan Van Eyck. Certains musiciens avaient déjà une expérience dans la cold wave à travers la formation Faceless Voices. 
Le groupe connait quelques variations dans sa composition mais la formation qui a fait les belles années du groupe était composé de Sarah Turine, Jean-Philippe Van Cauteren, Pierre Christophe, Laurent Leemans, Nicolas Dernoncourt et Thibaut Latour. C'est notamment avec ces six membres que le groupe remporte le concours Jeunes Talents du festival Verdur Rock en juin 1993, ce qui leur permettra notamment de réaliser une tournée au Québec l'année suivante, mais aussi de revenir sur la scène du Théâtre de Verdure de Namur en juin 1994.
Leur style musical est salué à maintes reprises par la presse spécialisée, mais le côté non commercial et la faillite de leur maison de disques en 1996 les feront oublier de la presse et du public au profit de groupes en pleine émergence comme dEUS, Venus, Moondog Jr., et Sharko.
Certains fans refusent néanmoins de considérer la dissolution, intervenue en 1996, comme définitive et continuent d'essayer de les motiver à se reformer. Une page Facebook est créée en décembre 2015 pour tenter de mobiliser le plus possible de fans. Le 8 janvier 2017, 13 mois après sa création, l'administrateur de la page Facebook « Pour le retour de la Vierge du Chancelier Rolin sur scène » annonce que le groupe a finalement décidé de se reformer le temps d'un concert, prévu le 22 avril 2017 au Saint-Louis Festival à Namur,. Ils en ont finalement joué trois : un showcase privé, le 16 avril au Belvedere à Namur, le 22 au Saint-Louis Festival, et le 30 avril à la Balsamine, à Bruxelles.

## Membres
- Jean-Philippe van Cauteren - claviers, chant, basse, percussions
- Pierre Christophe - basse, chant
- Laurent Leemans - chant, claviers, guitare électrique
- Nicolas Dernoncourt - percussions, clavier, chant
- Sarah Turine - violon, claviers, chant
- Thibaud Latour - guitare classique et électrique, chant
- Thomas Turine - percussions, clavier

## Discographie
- 1992 : La Wierzu du Szaselie Role (cassette démo)
- 1993 : Babel (cassette démo)
- 1994 : Sir the Morning (single)
- 1995 : Eva King
- 1998 : Combien coûte le fer ? (bande originale de la pièce de théâtre éponyme)
- 2001 : ...That Never Was (réédition sur CD des deux cassettes démo, plus quelques titres enregistrés en vue du second album qui n'a jamais vu le jour)